# 植松伸夫
植松 伸夫（うえまつ のぶお、1959年3月21日 - ）は、日本の作曲家。高知県高知市出身。株式会社DOG EAR RECORDS、有限会社SMILEPLEASE代表。
愛称はノビヨ（公式）。姪が幼少の頃「ノブオ」の「ブ」と「オ」が発音しきれず、「ノビヨ」と呼ばれていたことに由来する。
『ファイナルファンタジーシリーズ』の音楽における生みの親である。世界的に高い評価を受けて、特に海外から「ビデオゲーム界のベートーヴェン」と評される。

## 来歴

### 生い立ち
1971年、12歳のときに姉のピアノを勝手に弄り始める。最初の作曲は小学生の時だった。高知学芸高等学校を経て、神奈川大学外国語学部英文学科卒業。CM音楽や日活ロマンポルノ作品の音楽制作などを経て、1986年、後に共に『FF』を作ることになる坂口博信に誘われてスクウェア（現スクウェア・エニックス）入社。

### スクウェアにて
スクウェア初期作品（PCゲーム、ファミコン、ディスクシステム等）や『FF』シリーズの大半の曲、『クロノ・トリガー』の一部の曲など、約30作のゲーム音楽を手掛ける。公式ファンクラブ「ノビヨのしっぽ」運営開始。2003年2月、バンド「THE BLACK MAGES」結成、自身はキーボードを担当。同時に、『FF』シリーズのバトル曲をロックアレンジしたファーストアルバム『THE BLACK MAGES』発売。

### フリーランス以降
- 2004年10月末をもってスクウェア・エニックス退社。新会社「SMILEPLEASE」設立。
- 2006年11月頃に自主レーベル「DOG EAR RECORDS」設立。
- 2008年3月、「ノビヨのしっぽ」運営終了。
- 2009年1月、公式ファンクラブ「犬耳家の親族」運営開始。
- 2010年8月、NHK-FM『今日は一日“ゲーム音楽”三昧』に生出演した際に、「THE BLACK MAGES」解散を報告。
- 2011年3月、バンド「EARTHBOUND PAPAS」結成、ファーストアルバム『Octave Theory』発売。
- 2012年1月、「犬耳家の親族」運営終了。
- 2014年6月、公式ファンクラブ「中位のおっさん」運営開始。
- 2018年9月20日、自身の健康上の理由などにより「心身の休息を取り、健康を回復させて充電して新たな創作活動に入りたい」旨のコメントを発出し、2018年末までを目処に活動停止する意向であることを発表した[3]。
- 2019年1月5日、「植松伸夫×東京交響楽団ニューイヤー・スペシャルTHEUEMATSUWORKS～ノビヨ、カンレキ！～」で休養から復帰。
- 2025年7月1日、「CEDEC AWARDS 2025」の特別賞を受賞[4]。

また、坂口の作品や古巣であるスクウェア・エニックスの作品、その他のRPG等で音楽を担当しており、オーケストラや吹奏楽のコンサート、自身のバンドのライブも積極的に行っている。

## 人物
- いわゆる“立派”な音楽教育は受けておらず、音楽の成績も中の上であったという。
- 壮大なクラシック風の曲から、ラウドロックまでその作風は多岐にわたる。「プログレ博士」を自称するほどのプログレ好きであり、バトル曲には変拍子や転調が入る曲が多い。
- オカルトが好き。雑誌「ムー」を愛読している。
- 子供の頃の将来の夢はプロレスラーであった。

## エピソード
- スクウェア入社以前からすでにアルバイトでよく出入りしており、PCゲーム『クルーズチェイサー ブラスティー』の同梱サントラのシンセアレンジを担当するなどしていた。2年ほどのち、霊能者のような人に「植松君は来週人生が変わるよ」と言われた翌週、スクウェアがあった横浜・日吉の町を歩いていると向こうから坂口が歩いて来て、「何やってんの？」と聞いてきた。植松が「相変わらず曲をちまちま作ってますよ」と答えると、「俺はちゃんとした会社を作りたいから、お前うちで社員にならないか？」と言われ、道端でスクウェアへの入社が決定し、これ以降は同社内で唯一のゲーム音楽作り担当として法律と機械の制約などと困難を極める中で他社のゲーム音楽の研究を含めて孤軍奮闘する日々が始まる。なお、植松は入社に際して履歴書を出していない[5]。
- ファミコンやスーパーファミコンの作品の楽曲を担当していた頃は、実機とアレンジアルバムを比較して、「自分はDTM上がりなのでキチンとした作法の音楽が書けない」と、自身の連載コラムなどで度々語っていた。また、そのコラムで子どもを見守る親へのメッセージとして「特別優秀なわけではない子どもでも、将来すごいことをするかもしれない」とも書いていた。
- 1990年代、NTT出版の『スクウェアソフト・インフォメーションサービス』というテレホン番組に稀に出演していた。
- 1999年、フェイ・ウォンをフィーチャーし、自身が作曲・プロデュースを担当した『FF8』のテーマ曲「Eyes On Me」が50万枚のセールスを記録。オリコンシングルチャート最高9位（洋楽チャートでは19週連続1位）。第14回日本ゴールドディスク大賞で、ゲーム音楽では初の「ソング・オブ・ザ・イヤー」（洋楽部門）を受賞した。
- 2001年5月、アメリカ「TIME」誌の"Time 100: The Next Wave - Music"という記事において、音楽における「革新者」の1人として紹介された。
- フルート奏者・瀬尾和紀のためにいくつか作曲した際、曲の1つを「曲調が悲しすぎる」との理由で封印していた。後日、『FF10』の制作期日が迫り、スタッフに曲の提出を求められた際にその曲を提出。オープニングの映像に合わせたところバッチリハマり採用された[6][7]。その曲こそ『FF』シリーズを代表する曲のひとつ「ザナルカンドにて」である。
- 『プレイオンライン』では、稀に植松のインタビューがメールとして掲載されて送られてくることがあった。
- 『アンリミテッド:サガ』では、製作総指揮である河津秋敏から直接打診を受けてゲストボイスとして声の出演をした[8]。
- 週刊ファミ通で2000年3月17日号（表紙：釈由美子）から2002年の年末まで3年近くに渡ってコラム「植松伸夫のみんなそうなの？」を連載していた。2冊の単行本が刊行されている。2005年秋から同誌でコラム「植松伸夫のオヤジ、いつもの！」を約半年の期間限定で連載した。
- 2007年6月に放送された『ランク王国』の好きなゲーム音楽クリエイターランキングで第1位であった。
- 2018年時点でもMacのシーケンサソフトVisionとRolandのDTM音源SC-88Proを使って曲を作っていることが述べられている。何十年も使っているので頭に浮かんだことを短時間で形にできるのが理由[9]。
- 植松が関わった数多くのゲームを遊んだ世代が彼に憧れ、（自分も植松先生みたいな偉大なるゲーム音楽家になりたい！）と裕福な家庭を中心に楽器演奏の習い事に通学した人、アルバイトで貯めた貯金や親からのプレゼントでシンセサイザー等音楽関連グッズを買って遊んだ人、学業と音楽を両立継続してゲーム業界と太いパイプのある専門学校や音楽大学へ入学後校内外の厳しい超戦国競争を勝ち抜き、学校や希望就職先の推薦入社試験を受かり、今のスクエニ等のゲーム業界の大手企業にゲーム音楽作り担当となって活躍している人もいる。

## 参加作品

### 家庭用ゲーム
- 1986年7月 - アルファ
- 1986年9月 - キングスナイト
- 1986年12月 - 水晶の龍
- 1987年3月 - とびだせ大作戦
- 1987年4月 - アップルタウン物語
- 1987年7月 - クレオパトラの魔宝
- 1987年8月 - ハイウェイスター
- 1987年12月 - 中山美穂のトキメキハイスクール
- 1987年12月 - JJ
- 1987年12月 - ファイナルファンタジー
- 1988年12月 - 半熟英雄
- 1988年12月 - ファイナルファンタジーII
- 1989年11月 - スクウェアのトム・ソーヤ
- 1989年12月 - 魔界塔士Sa・Ga
- 1990年4月 - ファイナルファンタジーIII
- 1990年12月 - Sa・Ga2 秘宝伝説 - 伊藤賢治
- 1991年7月 - ファイナルファンタジーIV
- 1992年12月 - ファイナルファンタジーV
- 1994年4月 - ファイナルファンタジーVI
- 1995年3月 - クロノ・トリガー - 光田康典・松枝賀子
- 1996年1月 - ダイナマイ・トレーサー
- 1996年2月 - FRONT MISSION SERIES GUN HAZARD - 光田康典・仲野順也・濱渦正志
- 1997年1月 - ファイナルファンタジーVII
- 1997年10月 - moon - 1曲のみ（あすなろボーイズの表記で光田康典との共同作曲）
- 1998年2月 - エアガイツ - サウンド監修
- 1999年2月 - ファイナルファンタジーVIII
  - Eyes On Me / Faye Wong - 作詞：染谷和美 作曲：植松伸夫 編曲：浜口史郎（1999年2月） - F.F.VIII挿入歌
- 2000年7月 - ファイナルファンタジーIX
  - Melodies Of Life / 白鳥英美子 - 作詞：シオミ 作曲：植松伸夫 編曲：浜口史郎（2000年8月） - F.F.IX挿入歌
- 2001年7月 - ファイナルファンタジーX - 濱渦正志・仲野順也
  - 素敵だね / RIKKI - 作詞：野島一成 作曲：植松伸夫 編曲：浜口史郎（2001年7月） - F.F.X挿入歌
- 2002年5月 - ファイナルファンタジーXI - 水田直志・谷岡久美
- 2003年6月 - 半熟英雄 対 3D
  - 戦え！半熟英雄/黄身なしでは… / ささきいさお（2003年4月） - 半熟英雄 対 3D 挿入歌
- 2005年 - Distant Worlds（『ファイナルファンタジーXI プロマシアの呪縛』の挿入歌 - 編曲:水田直志・ボーカル:増田いずみ）
- 2005年5月 - 半熟英雄4 〜7人の半熟英雄〜 - 伊藤賢治ほか
- 2006年3月 - ファイナルファンタジーXII - 崎元仁 - Kiss Me Good-Bye（挿入歌 - ボーカル&作詞:アンジェラ・アキ）
  - Kiss Me Good-Bye / アンジェラ・アキ - 作詞：アンジェラ・アキ 作曲：植松伸夫 編曲：松岡モトキ＆アンジェラ・アキ（2006年3月） - F.F.XII挿入歌
- 2006年12月 - ブルードラゴン
  - Ethernity / 植松伸夫 with Ian Gillan（2006年11月） - ブルー・ドラゴン挿入歌
  - 私の涙と空 / 川澄綾子（2006年11月） - ブルー・ドラゴン挿入歌
- 2007年11月 - アナタヲユルサナイ
- 2007年12月 - ロストオデッセイ
- 2007年12月 - チョコボの不思議なダンジョン 時忘れの迷宮 - 音楽監修
- 2007年12月 - ファイナルファンタジーIV(DS版)
  - 月の明かり ファイナルファンタジーIV愛のテーマ / 伊田恵美（2007年12月） - DS版F.F.IV挿入歌
- 2008年1月 - 大乱闘スマッシュブラザーズX メインテーマ - 編曲:酒井省吾・ソプラノ:高橋織子・テノール:錦織健
- 2008年9月 - ブルードラゴン プラス
- 2008年10月 - AWAY シャッフルダンジョン - 主題歌担当
- 2009年11月 - サクラノート 〜いまにつながるみらい〜
- 2009年12月 - KURULIN FUSION - 音楽監修
- 2009年10月 - ブルードラゴン 異界の巨獣
- 2010年9月 - ファイナルファンタジーXIV
- 2010年10月 - ロード オブ アルカナ - 崎元仁・福井健一郎・辺見さとし
- 2011年1月 - ラストストーリー
- 2011年7月 - アンチェインブレイズ レクス - 成田勤
- 2012年5月 - 十三支演義 〜偃月三国伝〜 - 主題歌・ゲームテーマ
- 2012年8月 - 神次元ゲイム ネプテューヌV - EARTHBOUND PAPAS
- 2012年11月 - アンチェインブレイズ エクシヴ - EARTHBOUND PAPAS
- 2012年12月 - ファンタジーライフ
- 2013年5月 - NORN9 ノルン+ノネット - ゲームテーマ
- 2012年12月 - ファンタジーライフ LINK!
- 2013年8月 - ラグナロクオデッセイ エース
- 2013年10月 - フェアリーフェンサー エフ - EARTHBOUND PAPAS
- 2013年12月 - ホームタウンストーリー
- 2014年4月 - 十三支演義 偃月三国伝2 - 主題歌
- 2014年4月 - 魔都紅色幽撃隊 - オープニングテーマ
- 2015年6月 - ファイナルファンタジーXIV: 蒼天のイシュガルド - メインテーマ
- 2017年6月 - ファイナルファンタジーXIV: 紅蓮のリベレーター - メインテーマ
- 2017年6月 - オーシャンホーン - 未知の海にひそむかい物
- 2017年8月 - ファイナルファンタジーXV オンライン拡張パック：戦友
- 2020年4月 - ファイナルファンタジーVII リメイク
- 2021年10月 - ダンジョンエンカウンターズ
- 2024年2月 - グランブルーファンタジー リリンク

### モバイルゲーム
- 2012年1月 - 小悪魔の条件
- 2012年5月 - ボーダーウォーカー
- 2012年12月 - 亡国のラストレギオン
- 2013年4月 - サムライソウル
- 2013年10月 - サーガ・オブ・ファンタズマ
- 2013年11月 - Deemo
- 2013年11月 - オーシャンホーン 未知の海にひそむかい物
- 2013年12月 - サムライソウル イクサ
- 2013年12月 - ワンダーフリック
- 2014年3月 - グランブルーファンタジー[10] - ゲーム音楽としての参加のほか、ゲーム内キャラクターのノビヨの声としても出演。
- 2014年5月 - ゴールド リベリオン
- 2014年10月 - テラバトル
- 2016年1月 - 勇者ヤマダくん - 1曲のみ提供[11]
- 2016年6月 - 空と大地のクロスノア - メインテーマ
- 2017年9月 - テラバトル2
- 2018年7月 - ファンタジーライフオンライン
- 2019年7月 - テラウォーズ
- 2021年4月 - FANTASIAN（Apple Arcade）

### アーケードゲーム
- 2008年6月 - ロード オブ ヴァーミリオン
- 2010年3月 - GuitarFreaksXG / DrumManiaXG - Einherjar / 植松伸夫とわんにゃん☆パニックス（TOMOSUKE、あさき）
- 2015年7月 - チュウニズム - Theme of SeelischTact

### 映像作品
- Try To Wish〜キミに必要なもの〜 / 西端さおり - 作詞：高柳恋 - 劇場版『ああっ女神さまっ』主題歌（2000年10月）
  - 劇場版 ああっ女神さまっ ORIGINAL SOUNDTRACK（2000年11月） - 浜口史郎
- Over the FANTASY / 植田佳奈 - 作詞：海老根祐子 作曲：植松伸夫 編曲：安藤高弘（2001年12月） - FF:U ファイナルファンタジーアンリミテッド主題歌
  - FF:U ファイナルファンタジーアンリミテッド MUSIC ADVENTURE Verse.1（2001年12月） - 浜口史郎、多田彰文
  - FF:U ファイナルファンタジーアンリミテッド MUSIC ADVENTURE Verse.2（2002年4月） - 浜口史郎、多田彰文
- ファイナルファンタジーVII アドベントチルドレン - 映像作品
  - ファイナルファンタジーVII アドベントチルドレン オリジナル・サウンドトラック（2005年9月）
- BLUE DRAGON - 大橋恵 2007年4月 - 2008年3月
- BLUE DRAGON 天界の七竜 - 大橋恵 2008年4月 - 2009年3月
- 藤子・F・不二雄のパラレル・スペース 第6話「ボクラ共和国」 - 音楽担当（2008年12月）
- グイン・サーガ - 音楽担当、OP作曲 2009年4月 - 9月[12]
  - グイン・サーガ オリジナル サウンドトラック（2009年6月）
- 劇場版「FAIRY TAIL－鳳凰の巫女－」エンディング主題歌
  - ずっと きっと / ルーシィ (CV：平野綾) （2012年8月）- 作詞：松井五郎 作曲：植松伸夫 編曲：ACE
- いせの いすずの もりのみや（2014）神宮式年遷宮 - テーマ曲
- GRANBLUE FANTASY The Animation - 音楽担当 2017年4月 - 6月

### アレンジ作品
- クルーズチェイサー ブラスティー（1986年4月） - 同梱サントラのシンセアレンジ[13]
- ファイナルファンタジーIII 悠久の風伝説（1990年5月） - アレンジ版
  - Roaming Sheep - 歌：おおたか静流 原作詞：寺田憲史 作・編曲：植松伸夫 - 後にF.F.VIのCMで使用された
- ファイナルファンタジーIV CELTIC MOON（1991年10月） - アレンジ版
- ファイナルファンタジーIV PIANO COLLECTIONS（1992年4月） - ピアノアレンジ版
- ファイナルファンタジーV マンボdeチョコボ（1993年1月） - アレンジ版
- ファイナルファンタジーV DEAR FRIENDS（1993年3月） - アレンジ版
- ファイナルファンタジーV PIANO COLLECTIONS（1993年6月） - ピアノアレンジ版
- ファイナルファンタジーVI スペシャル・トラックス（1994年4月）
  - 近づく予感 - 歌：スクウェアF.F.VI開発スタッフ 作詞：伊藤裕之 作曲：植松伸夫
- ファイナルファンタジーVI グランド・フィナーレ（1994年5月） - アレンジ版
- ファイナルファンタジーVI PIANO COLLECTIONS（1994年6月） - ピアノアレンジ版
- ファイナルファンタジー ヴォーカル・コレクションズ I: PRAY（1994年6月） - 歌：大木理紗
- FINAL FANTASY 1987-1994（1994年11月）- アレンジベスト版
- F.F. MIX（1994年11月）
- ファイナルファンタジー ヴォーカル・コレクションズ II: Love Will Grow（1995年11月） - 歌：大木理紗・野口郁子
- ファイナルファンタジーVII リユニオン・トラックス（1997年10月） - オーケストラアレンジ版の3曲が収録
- FITHOS LUSEC WECOS VINOSEC FINAL FANTASY VIII（1999年11月） - オーケストラアレンジ版
- ピアノ・コレクションズ ファイナルファンタジーVIII（2000年1月） - ピアノアレンジ版
- ピアノ・コレクションズ ファイナルファンタジーIX（2001年1月） - ピアノアレンジ版
- ポーション リラクシン ウィズ ファイナルファンタジー（2001年2月） - アレンジベスト版
- feel/Go Dream（2001年10月） - F.F.Xのユウナ＆ティーダ名義でリリース
- ポーション2 リラクシン ウィズ ファイナルファンタジー（2001年12月） - アレンジベスト版
- ピアノ・コレクションズ ファイナルファンタジーX（2002年2月） - ピアノアレンジ版
- ピアノ・コレクションズ ファイナルファンタジーVII（2003年12月） - ピアノアレンジ版
- FINAL FANTASY SONG BOOK 「まほろば」（2004年3月） - 歌：清田まなみ
- PIANO OPERA FINAL FANTASY I/II/III（2012年2月）
- PIANO OPERA FINAL FANTASY IV/V/VI（2012年5月）
- PIANO OPERA FINAL FANTASY VII/VIII/IX（2014年4月）

### コンサート・ライブ収録作品
- 交響組曲ファイナルファンタジー - オーケストラ演奏（1989年7月）
- 20020220 music from FINAL FANTASY - オーケストラ演奏（2002年2月）
- MORE FRIENDS music from FINAL FANTASY （2006年2月）- 『FF』オーケストラコンサート、THE BLACK MAGESによるライブ
- VOICES music from FINAL FANTASY - 『FF』オーケストラコンサート、THE BLACK MAGESによるライブ（2006年6月21日発売）（DVD映像による作品）
- Distant Worlds music from FINAL FANTASY（2009年1月）
- Distant Worlds II music from FINAL FANTASY（2010年5月） - ダウンロード配信
- Distant Worlds music from FINAL FANTASY Returning Home（2011年1月）- 2010年11月の日本公演

### バンド作品
- THE BLACK MAGES （2003年2月） - 『FFシリーズ』の戦闘音楽のロックアレンジ。キーボーディストとして参加
- THE BLACK MAGES II（2004年12月） -『THE BLACK MAGES』の第二弾、『ファイナルファンタジーX』の曲「ザナルカンドにて」のロックアレンジも収録。
- THE BLACK MAGES III Darkness and Starlight（2008年3月）
- Octave Theory / EARTHBOUND PAPAS（2011年3月）
- Dancing Dad / EARTHBOUND PAPAS（2013年9月）

### その他の作品
- Phantasmagoria（ファンタズマゴリア）（1994年10月）
- TEN PLANTS（1998年4月） - ゲームミュージック作曲家によるアルバム
  - 明日の夢も忘れて - 歌：上野洋子 作詞：伊藤裕之 作曲：植松伸夫
- TEN PLANTS 2（1999年10月） - ゲームミュージック作曲家によるアルバム
  - 明日の天気 - 歌：CHiCO 作詞：伊藤裕之 作曲：植松伸夫
- elva first / elva  - 楽曲提供
  - Show Me Your Love （2001年10月）
- 蜜 / RIKKI - 楽曲提供
  - 蝶 〜ハヴィラ〜 （2002年8月）
- ウダツ上がらないブルース - 歌：ウダツ田中 作詞：綿谷雅之 作曲：植松伸夫
- 千の花 千の空 - 歌：清田まなみ（2006年3月） - NHK『みんなのうた』にて、2005年10月-11月の期間中放送
- 僕の街が森になるまで…（2010年10月）- 自由が丘森林化計画テーマ曲
- 植松伸夫の10ショート・ストーリーズ（2010年3月）- 歌：CHiCO 編曲：ACE
- A New Story / カノン - 楽曲提供 （2011年4月）
- Reiki Japan（2012年4月）
- 組曲 妖精の森（2013年4月） - 作詞作曲

## ライブ・公演・イベント

### 主催・企画イベント
- ファイナルファンタジー
  - 交響組曲ファイナルファンタジー - オーケストラ演奏（1989年5月）
  - 20020220〜music from FINAL FANTASY - 植松はゲストとして参加（2002年2月）
  - THE BLACK MAGESアルバム発売記念ライブ（2003年2月）
  - TOUR de JAPON - 日本国内6ヶ所での『FF』オーケストラコンサートツアー、総指揮・司会（2004年3-4月）
  - Dear Friends music from FINAL FANTASY - 海外初の『FF』オーケストラコンサート
  - THE BLACK MAGES II LIVE “The Skies Above”（2005年1月）
    - 神奈川県川崎市では2005年1月22日と1月23日に、大阪府難波では1月28日に、それぞれライブを敢行した。ライブ当日までは、livedoorBlogにて「THE BLOG MAGES」というブログを立ち上げ、THE BLACK MAGESのメンバーと共に近況を毎日更新した。

  - MORE FRIENDS music from FINAL FANTASY - 『FF』オーケストラコンサート、THE BLACK MAGESによるライブ（2005年5月）
  - VOICES music from FINAL FANTASY - パシフィコ横浜 国立大ホールでの『FF』オーケストラコンサートツアー、総指揮・司会（2006年2月18日）
  - 2007年10月、『ファイナルファンタジー』20周年を記念した国際コンサートツアー、Distant Worlds: music from FINAL FANTASYを開催することを発表。まずは2007年12月4日にスウェーデンのストックホルム、続いて2008年3月1日にアメリカのシカゴにて開催された。その後、世界各地で順次開催されていく（3年で24ヶ所）。
  - 2008年8月9日 - 『THE BLACK MAGES III Darkness and Starlight LIVE』、横浜BLITZにて開催。
  - PIANO OPERA music from FINAL FANTASY - (2012年8月)
  - PIANO OPERA music from FINAL FANTASY - (2014年5月)
- ファンクラブイベント
  - ノビヨのしっぽ ファン感謝祭第1回 - 2005年。
  - ノビヨのしっぽ ファン感謝祭第2回 - 2006年1月28日。西新宿ホールにて開催。
  - ノビヨのしっぽ ファン感謝祭2007 - 2007年2月17日。新宿アイランドホールにて開催。
  - 親族会議Vol.1 - 2008年11月24日。晴れたら空に豆まいてにて開催。
  - 親族会議Vol.2 - 2009年4月26日。Shibuya DUOにて開催。
  - 親族会議Vol.3 - 2008年11月28-29日。原宿アストロホールにて開催。
  - 親族会議Vol.4 - 2010年3月13日。Shibuya DUOにて開催。
  - 親族会議Vol.5 - 2010年10月30日。Shibuya DUOにて開催。
  - 親族会議Vol.6 - 2011年4月24日。下北沢GARDENにて開催。
  - 親族会議Vol.7 - 2012年2月11日。吉祥寺CLUB SEATAにて開催。
- プレススタート - 竹本泰蔵・桜井政博・酒井省吾・野島一成と企画するゲーム音楽のオーケストラコンサート。
  - プレススタート2006 - 2006年9月。渋谷Bunkamuraオーチャードホール
  - プレススタート2007 - 2007年9月。パシフィコ横浜・梅田芸術劇場
  - プレススタート2008 - 2008年9月。渋谷Bunkamuraオーチャードホール
  - プレススタート2009 - 2009年8月。東京芸術劇場（2回公演）
  - プレススタート2010 - 2010年9月。東京芸術劇場（2回公演）
  - プレススタート2011 - 2011年8月・9月。新宿文化センター大ホール（2回公演）・センチュリーホール
  - プレススタート2012 - 2012年9月・11月。渋谷Bunkamuraオーチャードホール（2回公演）・日本特殊陶業市民会館
  - プレススタート2013 - 2013年8月。東京芸術劇場
  - プレススタート2014 - 2014年9月。東京芸術劇場（2回公演）
- ファンタジーロックフェス - 「ストレンジ・デイズ」編集長の岩本晃市郎と企画する音楽イベント。
  - 第1回 - クラブチッタにて開催。
    - 2011年9月17-18日 - 黒沢ダイスケ PROGRESSIVE BAND・遊佐未森・桜庭統トリオ・植松伸夫(EARTHBOUND PAPAS)

  - 第2回 - クラブチッタにて開催。
    - 2012年3月17-18日 - 浜渦正志（IMERUAT）・坂本英城（TEKARU）・霜月はるか・谷山浩子・植松伸夫(EARTHBOUND PAPAS)

  - 第3回 - クラブチッタにて開催。
    - 2013年8月17日 - 谷山浩子 ＋ 石井AQ × THE 卍（ROLLY・佐藤研二・高橋ロジャー和久）・植松伸夫(Solo Project)・新居昭乃・日比谷カタン
    - 2013年8月18日 - 植松伸夫(EARTHBOUND PAPAS)・死蝋月比古（畑亜貴）・妖精帝國・日比谷カタン

### 参加イベント
- 「Microsoft Presents "Orchestral Pieces from LOST ODYSSEY & BLUE DRAGON"」『ブルードラゴン』『ロストオデッセイ』のコンサート 2007年11月19日 渋谷Bunkamura オーチャードホール
- Festival of Creativity -イタリアのフィレンツェで開催されたコンサートにゲスト出演 『ブルードラゴン』『ロストオデッセイ』の曲を演奏
- ルッカコミックス&ゲームズ '08
- ヴァナフェス2010 - 2010年2月28日。TOKYO BUSINESS MENとして参加。
- 4starオーケストラ - 2011年9月30日。
- 自由が丘女神まつり2011 - 2011年10月。自由が丘。EARTHBOUND PAPASとして参加。
- Oni-Con 2011 VIII - 2011年10月。テキサス。EARTHBOUND PAPASとして参加。
- HEX2012 - 2012年10月。ハワイ。EARTHBOUND PAPASとして参加。
- Oni-Con 2012 IX - 2012年10月。テキサス。EARTHBOUND PAPASとして参加。
- 2012年11月18日。パリ。ソロライブ。
- 2012年11月5日。ベルギー ブリュッセル王立音楽院。ソロライブ。
- MAG Fest.2012 - 2012年1月。ワシントンD.C.。EARTHBOUND PAPASとして参加。
- 夜★スタ - 2012年6月3日。渋谷。EARTHBOUND PAPASとして参加。
- ヴァナフェス2012 - 2012年6月24日。EARTHBOUND PAPASとして参加。
- 自由が丘女神まつり2012 - 2012年10月7日。自由が丘。EARTHBOUND PAPASとして参加。
- Oni-Con 2013 X - 2013年10月25-27日。テキサス。EARTHBOUND PAPASとして参加。
- Oni-Con Hawaii - 2013年11月1−3日。ハワイ。EARTHBOUND PAPASとして参加。
- TOTAL OBJECTION LIVE TOUR 2014 [Monoral] TOUR FINAL - 2014年6月30日。渋谷。EARTHBOUND PAPASとして参加。

## 代表曲
FINAL FANTASY
『FF1』でオープニングテーマとして作曲され、後の『FFシリーズ』内のテーマ曲としてオープニングやエンディングのテーマとして使用されている。
プレリュード
『FF1』で作曲される。「FINAL FANTASY」と並んで『FF』を象徴するメロディとして、オープニングやエンディング曲にフレーズが埋め込まれるなど、今日の『FF』でも使用されている。主にハープ系の音色で山型のアルペジオを描く曲。なお、2014年6月よりトヨタ・アクアのCM（「日本のハイブリッド 芝桜・雲海」篇）にもこの曲が使用されている。
マトーヤの洞窟
『FF1』で作曲される。
すぎやまこういちがこの曲を弦楽四重奏に編曲し、自身のコンサートで演奏。それが植松の楽曲で初めてコンサートで演奏されたものになった。のちにTHE BLACK MAGESのアルバム『THE BLACK MAGES II The Skies Above』でもアレンジされている。
チョコボのテーマ
『FFシリーズ』並びに、チョコボが関係する各作品において、「○○○（3文字が多い）deチョコボ」という曲名で植松伸夫を含む多くのコンポーザーの手によってアレンジされている。
涙を拭いて
『魔界塔士Sa・Ga』にて作曲される。『Sa・Ga2 秘宝伝説』にてアレンジされた。『サガシリーズ』を監督する河津秋敏のお気に入りの曲であり、『ロマンシング サ・ガ』を始めとする後のシリーズでもイントロが加えられアレンジされた。同シリーズにおいて重要な位置を占める曲である。
愛のテーマ
『FF4』で作曲。小学校高学年の音楽の教科書に現在掲載されている。
ビッグブリッヂの死闘
『FF5』で作曲。本人談によれば、「アルペジオが連続するだけの曲がなんで人気あるのかがわからない」とのこと。THE BLACK MAGESのアルバム『THE BLACK MAGES』や『FF12』や『FF15エピソードグラティオラス』でアレンジがなされている。
マリアとドラクゥ
『FF6』の劇中曲として作曲された。のちに「ファイナルファンタジーコンサート」でオペラ『マリアとドラクゥ』として再現・上演された。THE BLACK MAGESのサードアルバム『THE BLACK MAGES III Darkness and Starlight』にアレンジが収録されている（英語版ではなく日本版）。
妖星乱舞
『FF6』で作曲された、ラスボスの進化形態に合わせて曲が変化する4章構成の大作。曲が切り替わる際に繋ぎ目が出来るとプレーヤーの気が削がれてしまうため、楽曲を止めることなくスムーズに繋がるゲーム上の仕様をプログラマーに考えてもらったという。THE BLACK MAGESのアルバム『THE BLACK MAGES』でアレンジされている。
2006年8月、ドイツのライプツィヒにて本物のパイプオルガンとオーケストラ、混声合唱による演奏が実現した。
エアリスのテーマ
『FF7』で登場したメインヒロイン、エアリスのテーマ曲。FFシリーズのBGM人気投票で1位となり、のちに白鳥英美子（『FF9』の主題歌を担当）により詞がつけられ、「Pure Heart」としてRIKKI（『FF10』の主題歌を担当）が歌唱した。
片翼の天使
『FF7』で作曲され、混声合唱をサンプリングしたものが使用されている。
THE BLACK MAGESや『FF7 AC』、『キングダム ハーツ FINAL MIX』などでアレンジ・使用される。
「VOICES music from FINAL FANTASY」ではTBMとオーケストラとの共同でアレンジアンコール上演2回ほど「再臨：片翼の天使」として演奏される。
曲名の「片翼」の読み方はSMILE PLEASEの2006年1月15日の日記により、「カタヨク」と読むのが正しい事が分かっている。
Eyes On Me
編曲：浜口史郎、ボーカル：フェイ・ウォン。『FF8』で作曲され、1999年の第14回日本ゴールドディスク大賞で洋楽ソング・オブ・ザ・イヤーに選ばれる。のちにアンジェラ・アキによってアレンジされ、VOICESなどで歌われている。
Melodies of Life
編曲：浜口史郎、ボーカル：白鳥英美子。『FF9』で作曲される。オーケストラコンサートの定番曲で、1972年札幌オリンピックの公式テーマ曲を歌ったトワ・エ・モワの白鳥英美子によって歌われている。
ゲーム内では「Melodies of Life〜Final Fantasy」というタイトルで、メインテーマのオーケストラアレンジとつながれていたが、「ファイナルファンタジーコンサート」では「いつか帰るところ〜Melodies of Life」といった形でつながれている。
ザナルカンドにて
『FF10』で作曲される。のちにTBMでボーカル・歌詞付きでハードロックアレンジされた。
『Image d'amour』には羽毛田丈史演奏による同曲が収録されている。
Otherworld
『FF10』で作曲された『FFシリーズ』初のラウドロックで、Bill Xtillidiex Muirによるデスヴォイスが取り入れた。
冒頭および実質上のラスボス戦の曲として使用された。
後にTHE BLACK MAGESでボーカル付でハードロックアレンジされている。
Memoro de la Ŝtono
『FF11』で作曲される。全編エスペラントの歌詞が付けられており、タイトルは日本語で「石の記憶」という意味。のちに「Distant Worlds」というアレンジボーカル曲もできた。

## テレビ出演
- 題名のない音楽会 - （テレビ朝日、2015年11月22日、「ゲーム音楽史の音楽会」[15]）
- 発表！!全ファイナルファンタジー大投票（NHK BSプレミアム、2020年2月29日）
- クラシックTV - （NHK教育、2022年4月14日、「ゲーム音楽の巨匠 植松伸夫の世界」[16]）

## インターネット
- ノビヨのしっぽ：スクウェア・エニックスで2008年3月まで運営されていた植松伸夫の公式ファンクラブ
- 犬耳家の親族：2009年1月から2012年1月まで運営されていた植松伸夫の公式ファンクラブ
- 中位のおっさん：2014年6月から運営されている植松伸夫の公式ファンクラブ
- 植松ラヂヲ：スクウェア・エニックスのノビヨのしっぽにて放送されていたインターネットラジオ（期間限定で再開、3月末頃を以て終了）
- SMILEPLEASE ：植松自身の会社『SMILEPLEASE』のサイト
- DOGEARRECORDS ：植松自身のレーベル会社『DOG EAR RECORDS』のサイト
- 犬耳ラジオ：『DOG EAR RECORDS』で放送されているインターネットラジオ

## 書籍
- 人生思うがまま（1994年11月）- ベストアルバム「FINAL FANTASY 1987-1994」に封入
- 植松伸夫のみんなそうなの?（2002年2月）
- 楽して暮らしてぇなぁ。（2004年3月）
当作品の中に、シンガーソングライター柴田淳についての記述があることが、柴田本人のオフィシャルサイトにおいて紹介された。

### 旧サイト
- 植松伸夫です。公式サイト
- Uematsu's Music英語版公式サイト
- THE BLOG MAGES（更新終了）
- ノビヨは想ったのである（更新終了）
- THE BLACK MAGES II
- THE BLACK MAGES II LIVE “The Skies Above”